# Grach (Weingutsbesitzer)
Grach ist der Name einer Trierer Familie, deren mit Emmerich Grach (1753–1826) beginnender Hauptast seit dem Anfang des 19. Jahrhunderts eine Anzahl namhafter Weingüter im Weinbaugebiet Mosel-Saar-Ruwer besessen und im großen Stil Weinhandel über Saar, Mosel und Rhein betrieben hat. Die Familie gehört zu den Begründern der Mosel-Dampfschiffahrts-Gesellschaft. Der hier behandelte Ast der Familie ist ausgestorben. Einige der Weingüter befinden sich bis heute in den Händen der Nachfahren, darunter das Weingut von Othegraven und der Wawerner Herrenberg im Besitz von Günther Jauch.

## Emmerich Grach

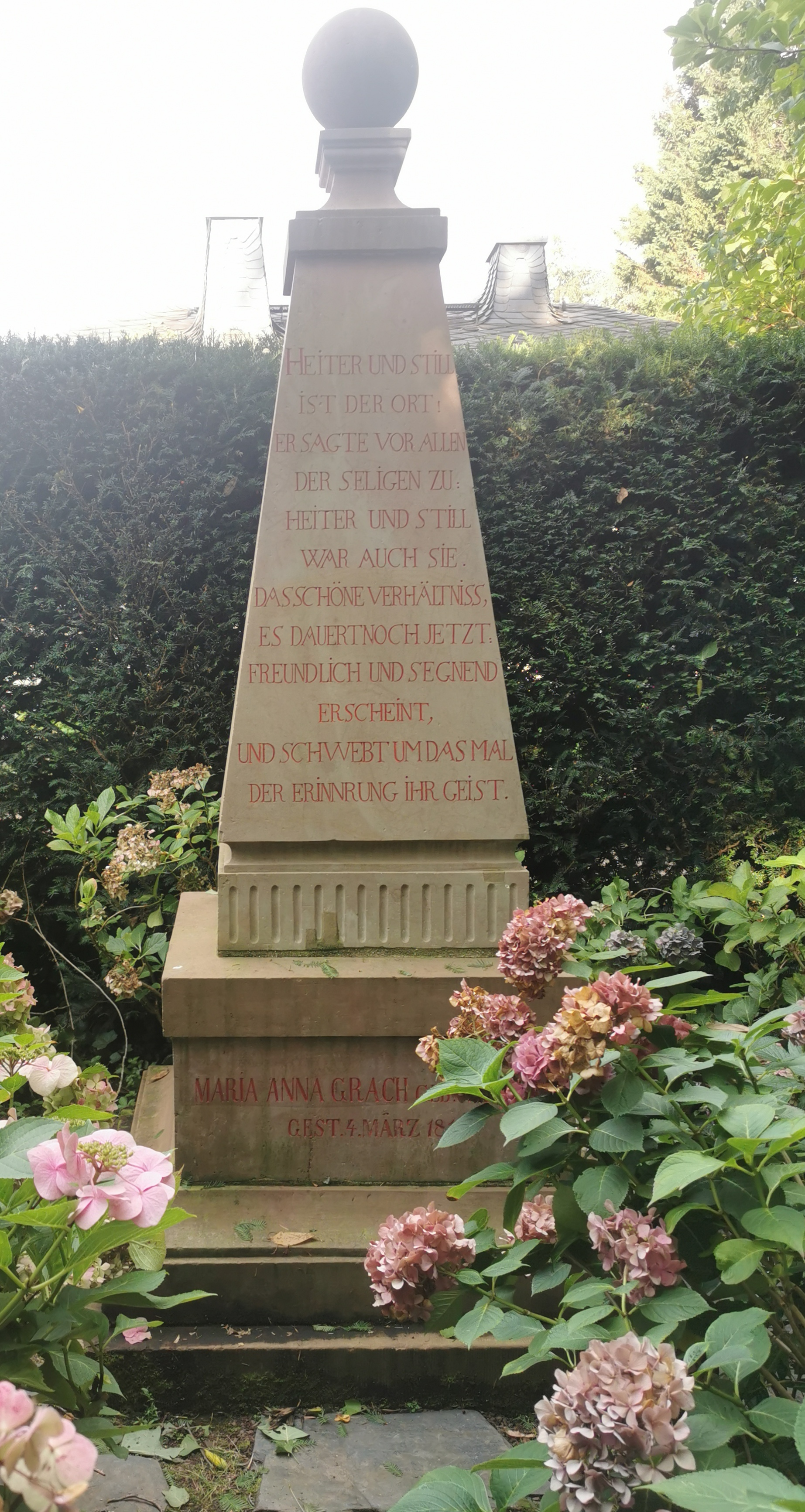
Obelisk im Garten des Weinguts von Othegraven in Erinnerung an Emmerich Grach, seine Ehefrau Anna Maria, geb. Wellken (gest. 1813) und seine Tochter Katharina

Emmerich Grach (1753–1826) war der zweite Sohn des Trierer Kaufmannes und Wachsziehers Johann Michael Grach (1708–1790). Emmerich Grach wirkte als Beigeordneter und stellvertretender Bürgermeister der Stadt Trier, war Kaufmann, Fabrikant und Weingutsbesitzer. Neben dem bekannten, von seinem Schwiegervater Welken erworbenen und 1810 umgebauten Haus Zum Löwenstein in Trier, das im Zweiten Weltkrieg zerstört wurde, erwarb Grach verschiedene Weingüter. 1803 kaufte er mit Ludwig Weyprecht Mohr (1759–1836), dem späteren Schwiegervater seines Sohnes Johann Georg, eine Hälfte des säkularisierten Weinguts der Trierer Reichsabtei St. Maximin in Oberemmel mit der Lage Oberemmeler Hütte. 1805 erwarb er von Reichsgraf Philipp von der Leyen-Hohengeroldseck (1766–1829) dessen Weingut in Kanzem, das heutige Weingut von Othegraven mit der Lage Kanzemer Altenberg. 1806 kaufte Grach in Kues das Drittelgut des Barons de Baring und in der Folge das Weingut Josef Sproß. 1812 erwarb er von dem Trierer Bankier Johann Josef Reverchon das Weingut Wawerner Herrenberg in Wawern, das ehemalige Hofgut des Trierer Domkapitels, das dem „Herrenberg“ seinen Namen gebracht hatte. Das Weingut war im Zuge der Säkularisation 1805 versteigert worden und zunächst zum Spekulationsobjekt geworden. Reverchon hatte es drei Tage vor dem Verkauf an Grach gegen Verrechnung mit Hypotheken von den hoch verschuldeten Eigentümern übernommen. Mit seinem Sohn Joseph betrieb Grach einen Weinhandel von Oberemmel nach Bonn, Köln, Düsseldorf und Mülheim.

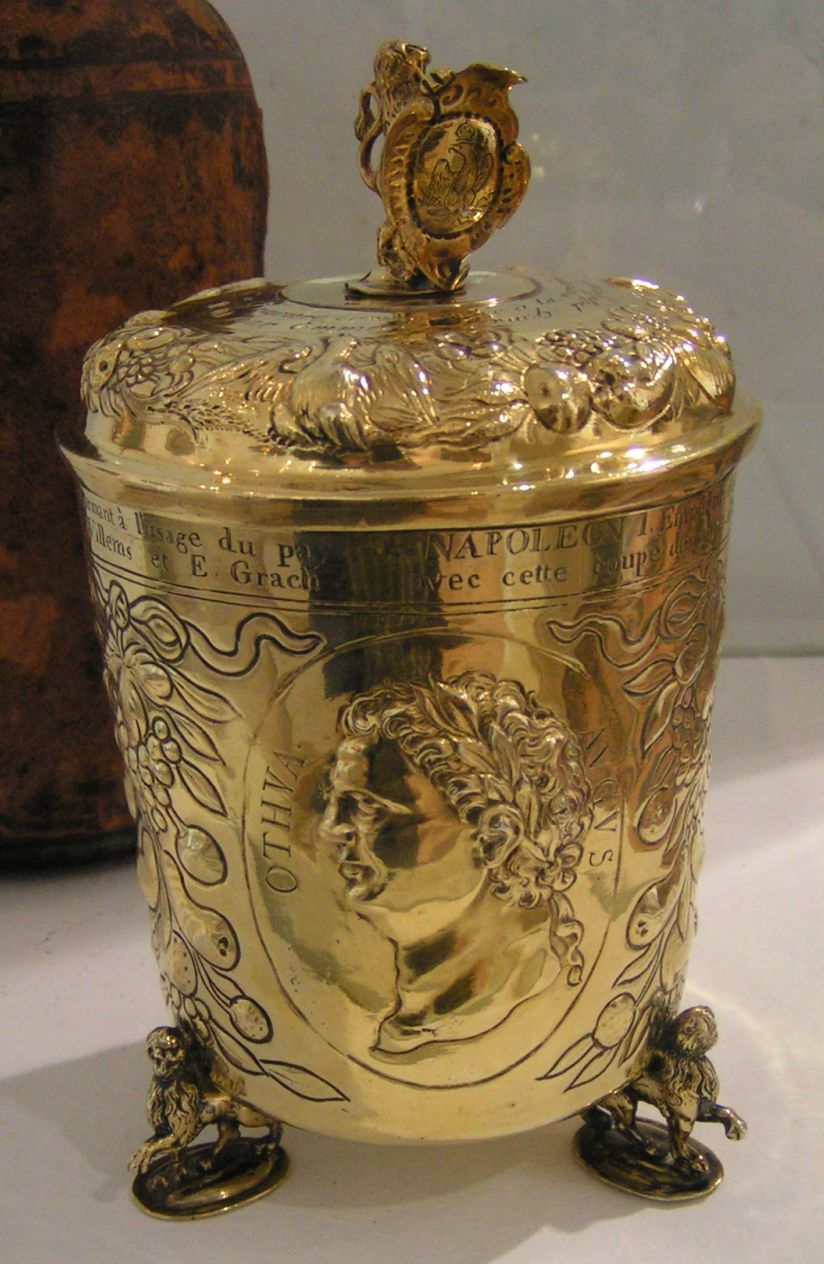
Napoleonbecher im
Stadtmuseum Simeonstift Trier
(Johann Beckert III um 1685)

Emmerich Grach ist in Trier heute noch in Erinnerung: Napoleon I. war am 18. Mai 1804 zum Kaiser der Franzosen ausgerufen worden. Er besuchte am 6. Oktober 1804 Trier. Vor den Toren der Stadt wurde er von den Repräsentanten der Stadt, darunter dem Beigeordneten Emmerich Grach, und einer Ehrenwache erwartet. Grach stellte von seinem Weingut Maximinerhof in Oberemmel (heute: Weingut von Hoevel) den Ehrenwein in einem Ausburger Pokal von 1683 bis 1685 des Barockmeisters Johann Beckert III aus vergoldetem Silber. Dieser, zur Erinnerung an das denkwürdige Ereignis gravierte und Napoleonbecher genannte Pokal befindet sich heute im Stadtmuseum Simeonstift Trier. Er wurde 2001 bei Sotheby’s in New York City zusammen mit dem zugehörigen Lederkoffer mit der Prägung „Emericus Grach“ für umgerechnet rund 27.500 Euro versteigert und 2004 aus Privatbesitz als Dauerleihgabe an das Museum gegeben. Er ersetzt die bis dahin ausgestellte Reproduktion.
Emmerich Grach begrüßte auch am 22. Juli 1817 in Vertretung des erkrankten Bürgermeisters Recking den Kronprinzen Friedrich Wilhelm von Preußen und hielt die Ansprache bei der großen Audienz des folgenden Tages. 1818 stellte Grach als stellvertretender Bürgermeister die Geburtsurkunde für Karl Marx aus. Ebenfalls 1818 gehörte Grach zu den drei vom Stadtrat der Landesregierung vorgeschlagenen Kandidaten für das Amt des Bürgermeisters der Stadt Trier.

## Weingut von Hövel (ehemals Weingut Grach)

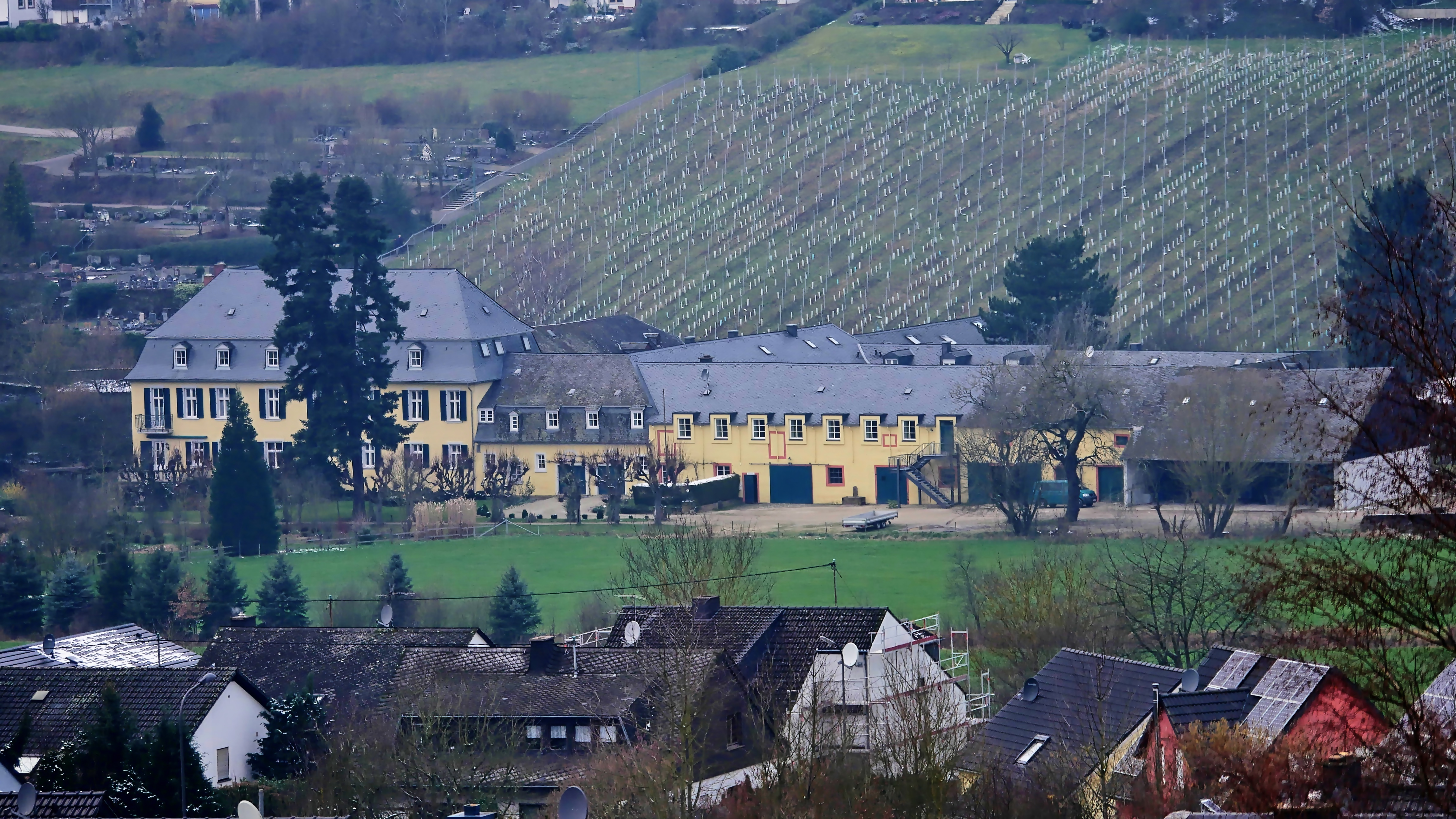
Weingut von Hövel

Emmerich Grachs Sohn Johann Georg Grach (1784–1868), verheiratet mit Maria Catharina Mohr (1788–1834), erbte das Maximinerhofgut in Oberemmel und das Haus Zum Löwenstein in Trier. Das Weingut ging im Erbgang an seinen Schwiegerenkel, den Forstmeister Balduin von Hoevel, und dessen Nachkommen. Von Hoevel war Oberförster in der Schorfheide auf Jagdhaus Hubertusstock und Duz-Freund Kaiser Wilhelms II. Er kaufte den übrigen Erben ihre Anteile ab. Zum Weingut gehören heute die Lagen Oberemmeler Hütte und Scharzhofberg. Das Weingut ist inzwischen im Erbgang Besitz der Familie von Kunow, Nachfahren von Emmerich Grach. Eberhard von Kunow, der Ur-Enkelsohn von Balduin von Hövel, studierte Weinbau in Geisenheim und übernahm den Betrieb von seinen Eltern Irmgard und Friedrich von Kunow, die das Weingut in den 50er Jahren gekauft hatten.
Seit dieser Zeit werden die Weine des Weingutes immer bekannter. Durch die Leitung von Eberhard von Kunow konnte sich der Betrieb zu einem der bekanntesten Weingüter Deutschlands entwickeln. Mit dem Jahrgang 2010 hat sein Sohn Maximilian von Kunow den Betrieb übernommen. Der Betrieb wird – ebenso wie das Weingut von Othegraven in Kanzem durch Günther Jauch – in 7. Generation geführt.

## Hofgut Wawerner Herrenberg
Emmerich Grachs Tochter Anna Johanna Grach (1784–1856) heiratete den Verleger und Stadtrat zu Trier Johann Jakob Lintz (1776–1848). Sie erbte das Weingut Wawerner Herrenberg, ehemaliges Hofgut des Trierer Domkapitels. Es blieb für mehrere Generationen in Händen der Trierer Verlegerfamilie Lintz. Witwe Lintz starb 1856 und das Gut wurde unter den Erben versteigert. Neuer Eigentümer wurde Friedrich Lintz (1813–1889). Sein Sohn Jakob Lintz (1845–1918) erwarb das Gut 1885 für 90.000 Goldmark von seinem Vater, um eine später Zerstückelung unter den Erben zu vermeiden. Nach dem Tod seiner Frau 1919 wurden Erben zu je einem Viertel ihre drei überlebenden Kinder und zu je einem Achtel die zwei Kinder ihres 1915 gefallenen Sohnes Hauptmann Josef Lintz. Oberstleutnant a. D. Alfons Claessens, Ehemann der Miterbin Gertrud Lintz (1875–1964), verwaltete das Gut für die Erben bis zu seinem Tod 1964 übernahm das Weingut Dr. Fischer-Bocksteinhof. aus Ockfen das Weingut Lintz in Wawern. 1960. 2010 erwarb Günther Jauch die Anbauflächen des Wawerner Herrenbergs von Karin Fischer vom Weingut Dr. Fischer-Bocksteinhof aus Ockfen.

Besitzer
Anna Johanna Grach (1784–1856)
Jakob Lintz (1776–1848)
Friedrich Lintz (1813–1889)
Jakob Lintz (1845–1918)

## Hofgut Stift Kloster Machern
Johann Michael Grach (1785–1856), ein weiterer Sohn von Emmerich Grach, heiratete 1819 Rosa Franziska Viktoria, geb. Keller. Er war 1841 stellvertretendes Mitglied des Rheinischen Provinziallandtages und besaß das Hofgut Stift Kloster Machern am Wehlener Klosterberg. Es ging in der folgenden Generation an Johann Michael Julius Grach (1830–1891) und seine Frau Johanna Rosalie Katharina, geb. Triacca, mit der er seit 1862 verheiratet war. Auch er war von 1872 bis 1877 stellvertretendes Mitglied des Rheinischen Provinziallandtages. Das Gut soll bis 1969 in Familienbesitz gewesen sein.

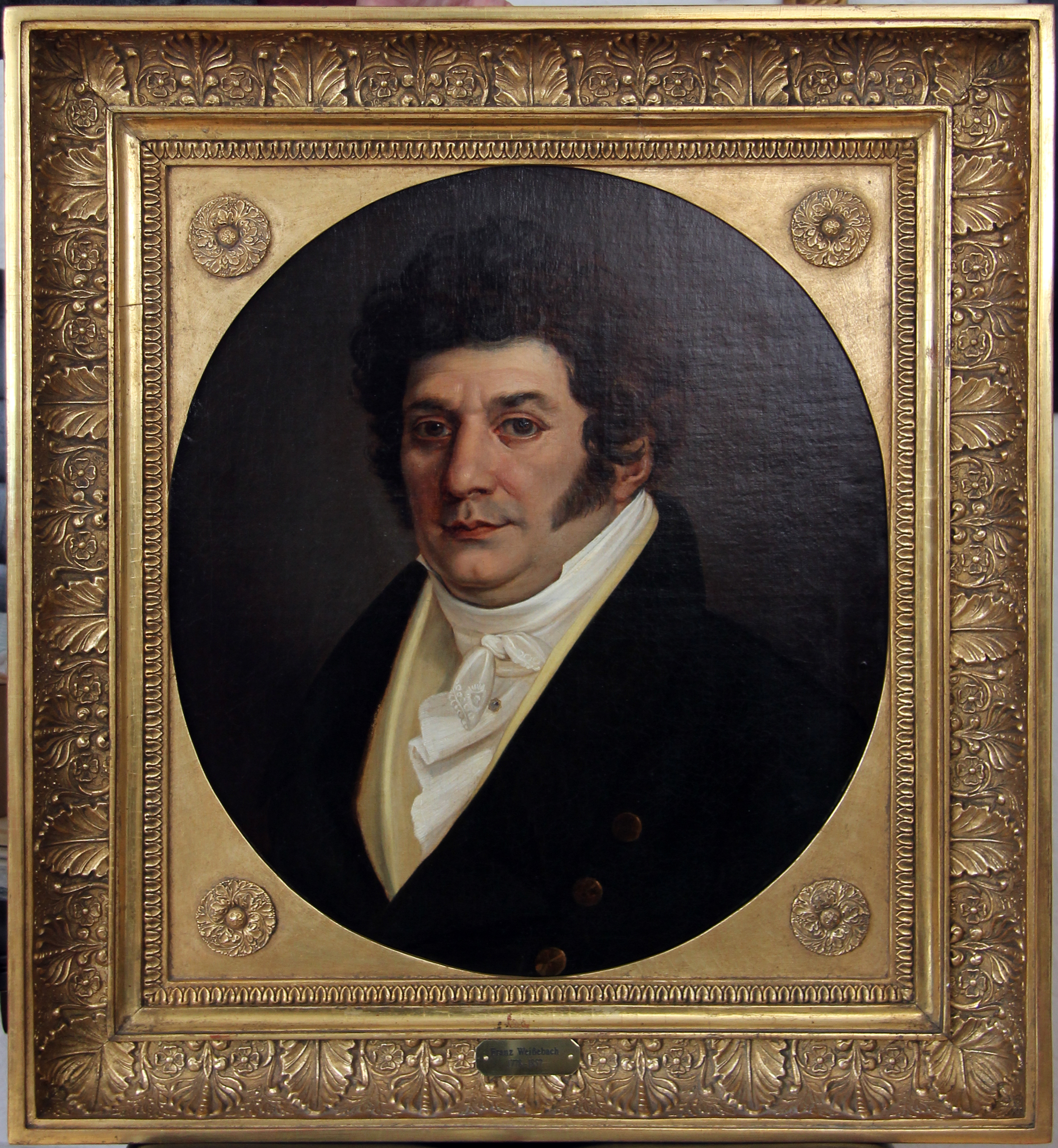
Franz Anton Weißebach (1778–1857) (Ölgemälde von J. A. Ramboux)

## Weingut von Othegraven
Anna Katharina Grach (1789–1826), verheiratet mit Franz Anton Weißebach (1778–1857), erbte das kleinste, aber renommierteste Weingut Emmerich Grachs in Kanzem. Ihre Tochter war Anna Weißebach (1811–1841), die Gründerin der späteren Caritas-Konferenzen Deutschlands (CKD). Nach dem Tod des Sohnes Julius Weißebach (1822–1881) und seiner Frau Anna Maria Schoemann (1833–1899) wurde das Weingut bis nach dem Zweiten Weltkrieg unter dem Namen J. Weißebach Erben fortgeführt, zu denen der bekannte Franz Weißebach gehörte. Das Weingut ist auch heute noch unter dem Namen Weingut von Othegraven in der Hand von Emmerich Grachs Nachkommen. Derzeitiger Besitzer ist Günther Jauch.

## Weingut Freiherr von Schorlemer
Das spätere Weingut von Clemens Freiherr von Schorlemer-Lieser in Zeltingen-Rachtig mit seinem imposanten Gutshaus und der Spitzenlage Zeltinger Sonnenuhr hatte zunächst dem Kommerzienrat Carl Eberhard Ellinckhuysen gehört. Johann Baptist Grach (1793–1851) heiratete dessen Tochter Catharina Josefina, geb. Ellinckhuysen (1763–1837). 1839 war Johann Baptist Grach Mitbegründer der Mosel-Dampfschiffahrts-Gesellschaft. Er war von 1843 bis 1845 Mitglied des Rheinischen Provinziallandtages und 1847 Mitglied des Vereinigten Landtags. 1848 war Grach Mitglied der Preußischen Nationalversammlung. Nach seinem Tod verkauften die Erben das Weingut 1856 an das Bischöfliche Priesterseminar in Trier. Nächster Besitzer wurde der Hütten- und Rittergutsbesitzers Eduard Puricelli. Zwei Söhne Puricellis starben früh, so dass das Gut durch die Heirat von Puricellis Tochter Maria mit Clemens Freiherr von Schorlemer-Lieser an die Familie von Schorlemer gelangte. Das Gutshaus ist heute noch im Besitz des Enkels, Clemens Freiherr von Schorlemer. Um 1829 ließ Johann Baptist Grach das Kelterhaus in Zeltingen-Rachtig errichten, heute Burgstraße 14, über dessen Eingang sich sein Wappen befindet. Es dient heute als Bürgerhaus der Gemeinde Zeltingen-Rachtig.